# Marko Dević
Marko Dević, född 27 oktober 1983 i Belgrad, Jugoslavien (nuvarande Serbien), är en serbisk-ukrainsk fotbollsspelare som spelar för Al Rayyan SC i Qatar, utlånad från Rubin Kazan. Han spelar även för Ukrainas fotbollslandslag.